# Академия водного транспорта

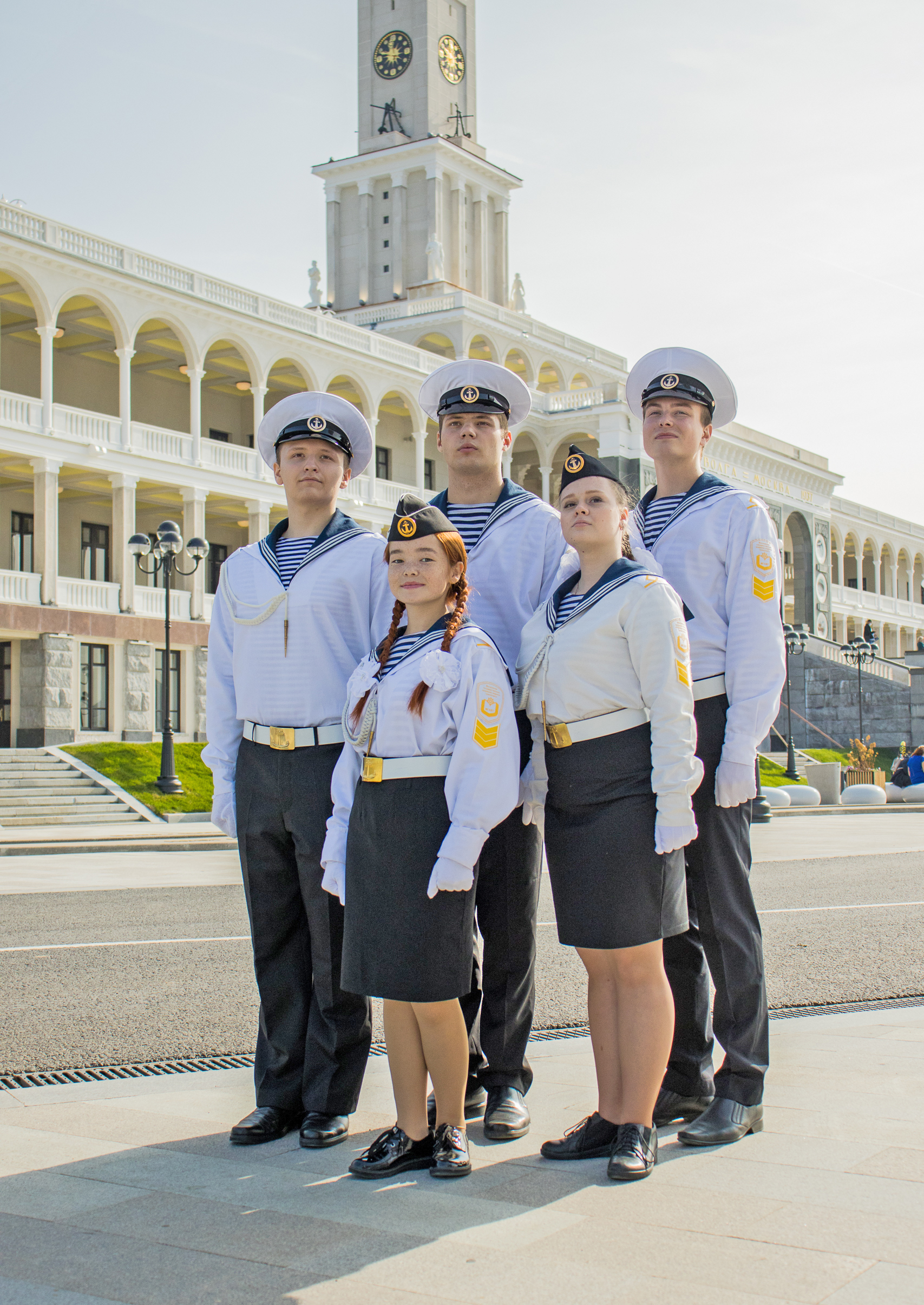
Курсанты плавательных специальностей Академии водного транспорта

Акаде́мия во́дного тра́нспорта (АВТ РУТ (МИИТ)) — структурное подразделение Российского университета транспорта, занимающееся подготовкой специалистов для  морской, речной и судостроительной отраслей.

## История
В 1931 году Правительством СССР было принято решение о строительстве канала Москва-Волга. В этом же году был образован Наркомвод СССР и создано Московско-Окское бассейновое Управление.
Учитывая сложное положение с техническими кадрами Московско-Окского бассейна, 22/VII/1932 года на заседании секретариата МК ВКП(б) было принято решение об организации Наркомводом в 1932 году специального техникума.
1 августа 1932 года образованный Московский речной техникум (МРТ), приступил к работе. Занятия начали проводиться в здании школы ФЗУ «Красный Водник» на Ордынке, 19.
В октябре 1932 года Наркомводом СССР было принято решение о переводе ФЗУ со всем имуществом и оборудованием в Московский порт. С ноября 1934 года в соответствии с решением Правительственной Комиссии и Наркомвода СССР МРТ полностью переезжает на Большую Ордынку.
Техникум продолжал работать и выпускать студентов в период Великой Отечественной войны. Из стен здания на Большой Ордынке вышло четыре Героя Советского Союза.
На удостоверениях и справках выпускников стоял штамп МРТ с адресом, телефоном и соподчинённостью Наркомводу, с 1939 года — Наркомречфлоту СССР, в 50-х годах — Министерству Морского и Речного флота, Речного Флота СССР и с 1957 года — Речного Флота РСФСР.
В 30-х годов при МРТ были созданы вечернее и заочное отделения. С 1949 года был образован Всесоюзный заочный техникум речного транспорта (ВЗТРТ).
Созданные в 30-х годах вечернее и заочные отделения, учебно-консультационные пункты (УКП), в 50-х годах стали заочным факультетом Ленинградского института водного транспорта (ЛИВТ). УКП располагались в различных помещениях и зданиях Москвы — на улицах Петровка и Мясницкая, в Столешниковом переулке и на Большой Ордынке.
В 1966 году заочный факультет ЛИВТ становится Московским филиалом (МоФ ЛИВТ) и располагается на Большой Ордынке, 19.

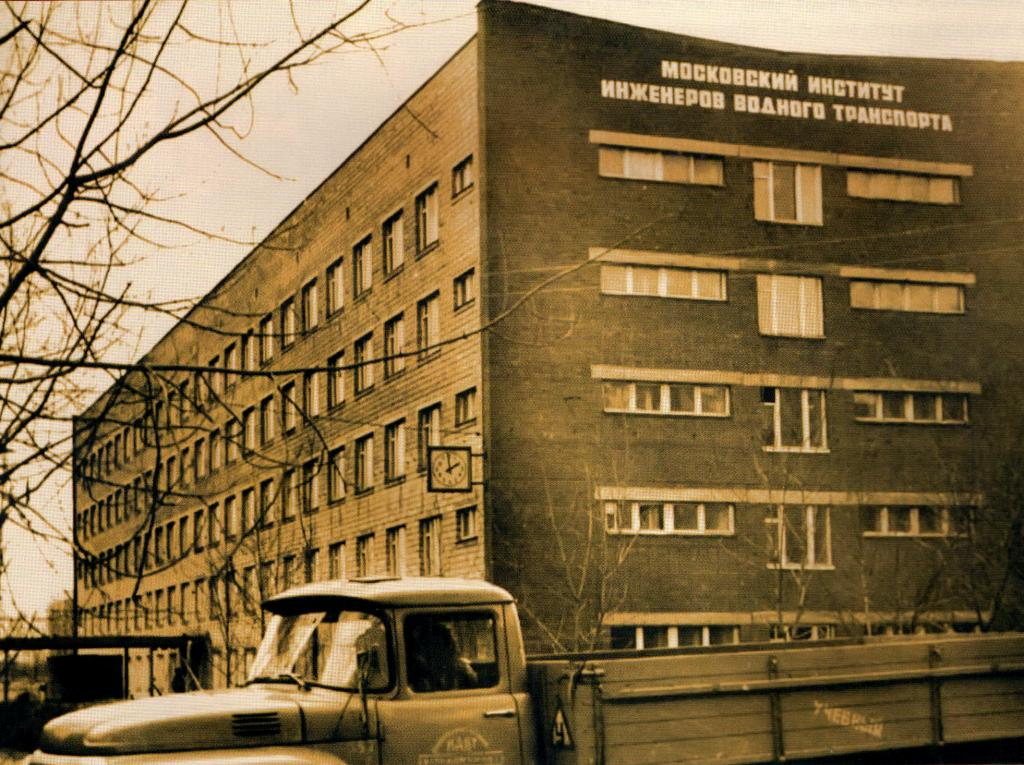
Московский институт инженеров водного транспорта (МИИВТ)

Развитие речного транспорта в центральном регионе страны приводит к необходимости широкой подготовки кадров плавсостава для флота, и в 1977 году вводится в строй новый комплекс зданий в Нагатино, по адресу Судостроительная, 46 с отдельно стоящим лабораторным корпусом, в котором предусмотрен опытовый бассейн для радиоуправляемых моделей и учебный бассейн для курсантов. Отныне Московский речной техникум начинает набор на очную форму обучения судоводителей, судомехаников и судовых электромехаников-радистов. Техникум возглавляет ветеран воднотранспортной отрасли В. С. Удачин.
В 1979 году в связи с возросшими потребностями Московско-Окского бассейна в инженерах-эксплуатационниках, управленцах и других специалистах отрасли на базе Московского филиала Ленинградского института водного транспорта был создан Московский институт инженеров водного транспорта (МИИВТ). Инициатором создания отдельного института в Москве был профессор Н. П. Гаранин, ставший его первым ректором, при активной поддержке Министра речного флота РСФСР Л. В. Багрова.
Вновь созданному институту передается здание бывшего общежития МССЗ по адресу ул. Речников, д.16, где проводится перепланировка и оно переоборудуется под учебные классы.
В начале 80-х имеет место быстрый рост перевозок на ВВТ по всей стране. Для обеспечения растущих потребностей региона в рабочих кадрах для флота и для МССЗ, в 1983 году вводится в строй Московское речное училище — среднее профессионально-техническое училище (СПТУ) № 202. Оно располагается по соседству с техникумом, по адресу Судостроительная, 44. Возглавляет его ветеран отрасли В. В. Макеев.
В 1989 году на базе Московского института инженеров водного транспорта, Московского речного техникума и СПТУ № 202 создан Московский институт водного транспорта (МИВТ). Основной идеей учебного комплекса является непрерывное трехуровневое профессиональное образование (начальное, среднее и высшее) с общим сроком обучения 7-8 лет.
В 1993 году Московский институт водного транспорта переименован в Московскую государственную академию водного транспорта.
В 2001 году академия получила новое здание, расположенное на набережной Москвы реки по адресу Новоданиловская наб. 2/1, с этого момента оно становится визитной карточкой Академии.
С 2006 года академия включила в свой состав три филиала (на базе бывших речных училищ) из разных регионов России — Башкирии (Уфимский филиал), Вологодской области (Велико-Устюгский филиал) и Ярославской области (Рыбинский филиал).
В 2016 году академия была реорганизовано путем присоединения к Государственному университету морского и речного флота имени адмирала С. О. Макарова. 23 января 2017 года была образована Московская государственная академия водного транспорта — филиал Государственного университета морского и речного флота имени адмирала С. О. Макарова
В 2019—2020 годах на базе имущественного комплекса и преподавателей МГАВТ создана Академия водного транспорта Российского университета транспорта (МИИТ), а сама МГАВТ ликвидирована согласно приказу Росморречфлота от 11.02.2021.

## Инфраструктура
АВТ имеет собственные площади на правах оперативного управления (5 учебных корпусов) общей площадью 60,8 тыс. кв. м. Имеются оснащенные техникой и оборудованием 43 учебные лаборатории, кабинеты и тренажеры, 15 компьютерных классов, центр технических средств обучения. На их площадях проводятся лабораторные и практические занятия, курсовое и дипломное проектирование, тренажерная подготовка и практика.
АВТ РУТ МИИТ имеет весь комплекс тренажеров по подготовке студентов плавательных специальностей (судоводителей, судомехаников и электромехаников) в соответствии с международными требованиями ИМО.

## Колледж АВТ

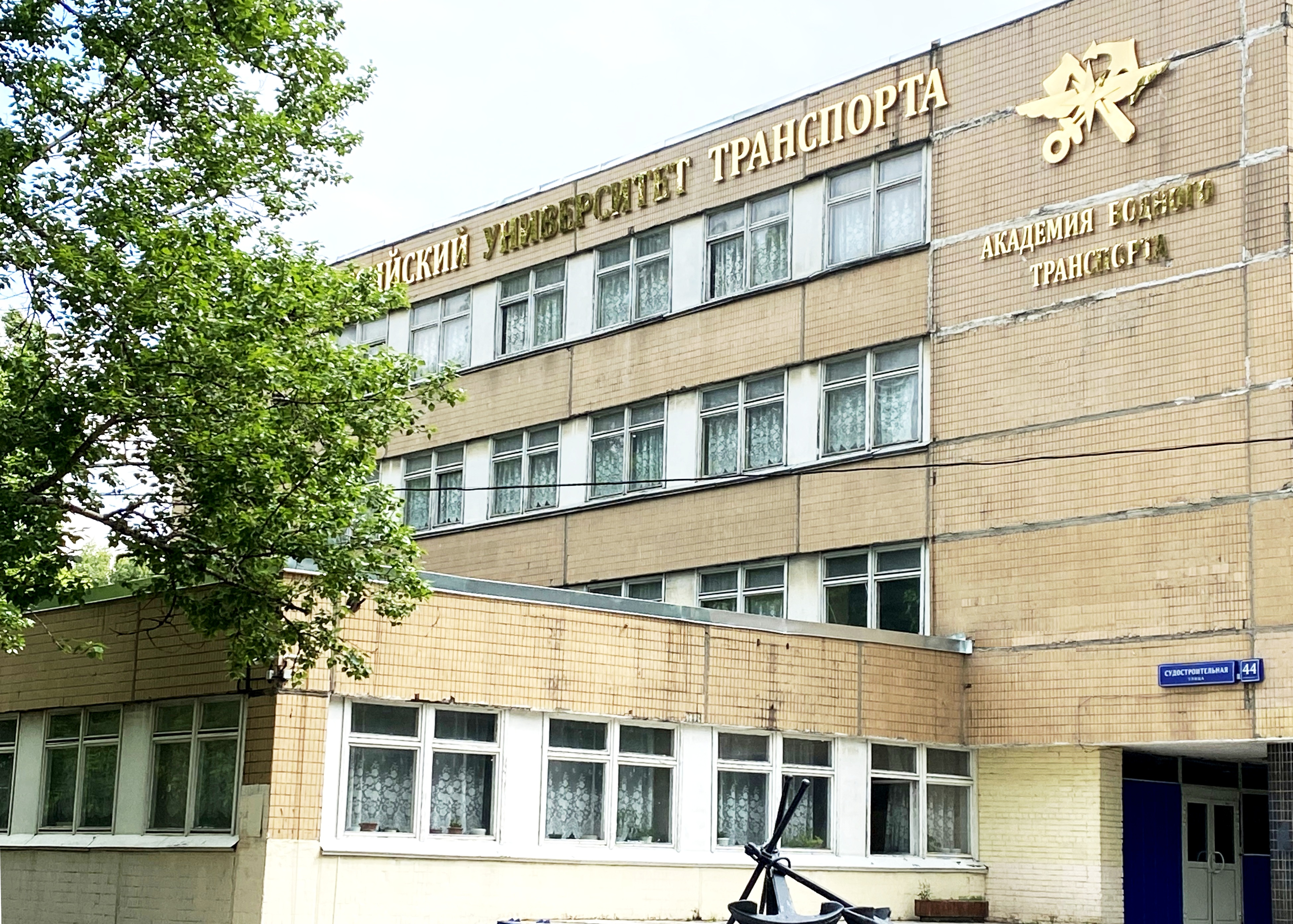
Учебный корпус

Колледж АВТ, осуществляющий подготовку по программам среднего профессионального образования, берет свое начало от Московского речного техникума, образованного в 1934 году. В 1989 году техникум вошёл в состав академии в качестве структурного подразделения, с 2006 года именовался как колледж МГАВТ. С 2021 года носит название Колледж АВТ РУТ (МИИТ) имени Л.В. Багрова.
Зачисление абитуриентов для обучения по образовательным программам среднего профессионального образования (СПО) производится в соответствии с правилами приёма на основании конкурса аттестатов.
В колледже ведется подготовка студентов по основным образовательным программам среднего профессионального образования:
- Судовождение;
- Эксплуатация судовых энергетических установок;
- Эксплуатация судового электрооборудования и средств автоматики;
- Организация перевозок и управление на транспорте (по видам).

Руководит колледжем директор Владимир Иванович Иванов

## Ректоры академии (до 1993 года — института)
- Гаранин Николай Петрович (1980—1997);
- Голомазов Михаил Михайлович (1997—2002);
- Милославская Светлана Викторовна, и. о. (2002);
- Чибиряев Станислав Архипович (2002—2007);
- Новосельцев Борис Федотович (2007—2010);
- Костин Владимир Иванович (2010—2014);
- Галай Александр Георгиевич, и. о. (2014—2015);
- Якунчиков Владимир Владимирович, и. о. (2015—2016);
- Галай Александр Георгиевич (2016—2017).

## Директор МГАВТ — филиала ГУМРФ имени адмирала С. О. Макарова
- Мищенко Игорь Николаевич (2017 — 2021).

## Директора АВТ РУТ (МИИТ)
- Володин Алексей Борисович с 2019 по 27.12.2022
- Гузенко Андрей Александрович с 28.12.2022[9]